# Sötvattenkrabba

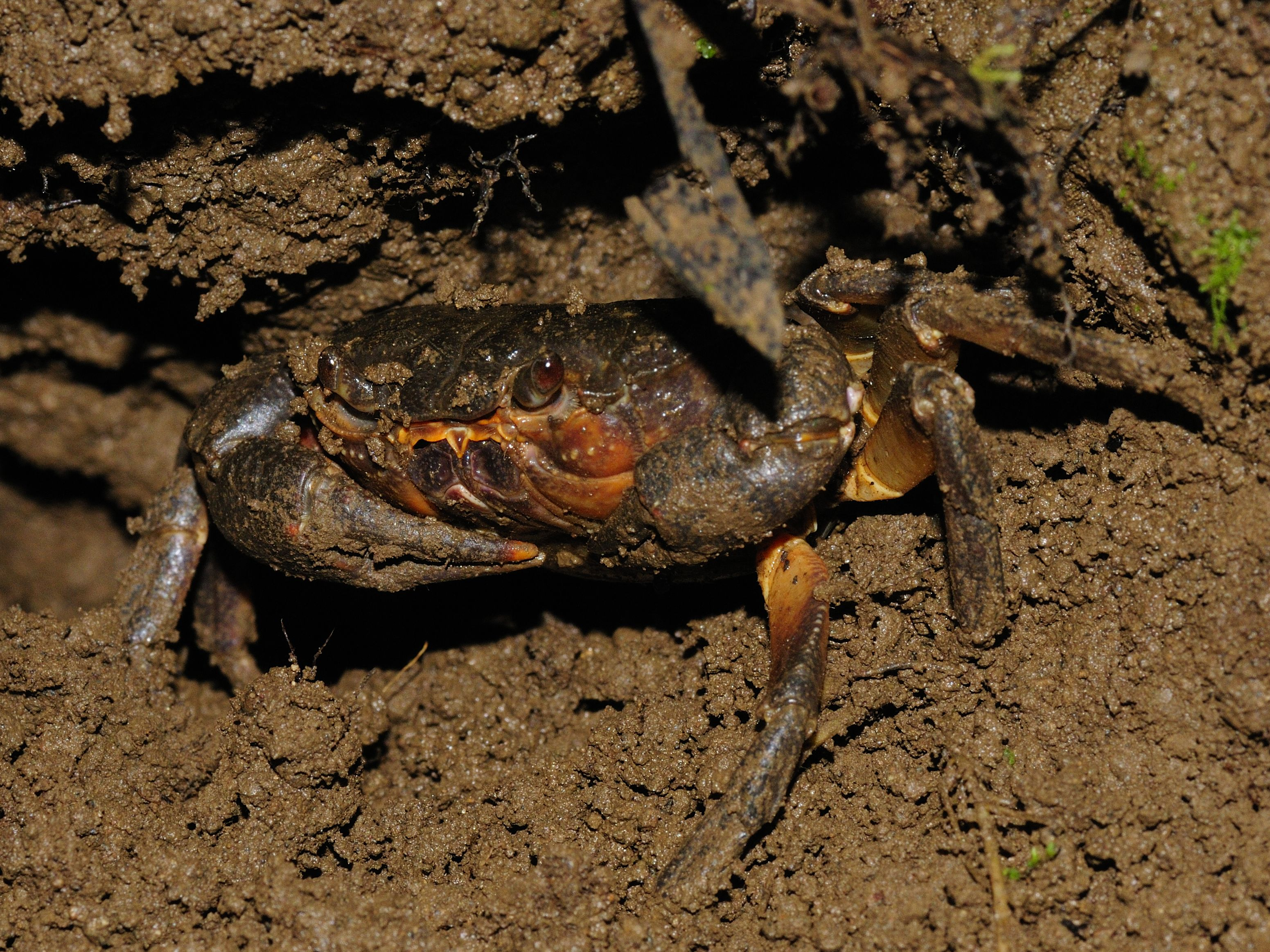
Potamon ibericus, som lever i södra Europa och västra Asien.

En sötvattenkrabba är en krabba som kännetecknas av att den lever i sötvatten. Hur sötvattenkrabbor är släkt med varandra är inte helt utrett och de sammanfattas inte i en taxonomisk grupp. För närvarande är omkring 1 300 arter kända som främst förekommer i tropiska och subtropiska regioner. Dessa arter är fördelade på åtta familjer.
I motsats till krabbor som lever i havet utvecklas djuret fullständigt i ägget, de lever alltså inte som larver utanför ägget. Många sötvattenkrabbor är endemiska för begränsade utbredningsområden och de är därför ofta hotade i beståndet.